# بوداهای غول‌پیکر
بوداهای غول‌پیکر (به انگلیسی: War Photographer) یک فیلم مستند به کارگردانی کریستین فری دربارهٔ تخریب تندیس‌های بودا در بامیان افغانستان است. این فیلم در سال ۲۰۰۶ منتشر شد و به ماجرای تخریب تندیس‌های بودادر بامیان که بنابر گفتهٔ مردم محلی بدستور اسامه بن لادن صورت گرفته بود، می‌پردازد. 